# Schulzia prostrata
Schulzia prostrata är en flockblommig växtart som beskrevs av Pimenov och Kljuykov. Schulzia prostrata ingår i släktet Schulzia och familjen flockblommiga växter. Inga underarter finns listade i Catalogue of Life.